# Thuộc ngữ
Thuộc ngữ (chữ Anh: Predicative), là một bộ phận của vị ngữ trong câu, là từ hoặc mệnh đề phụ thuộc dùng để làm rõ địa vị, tính chất, tính cách, đặc điểm và trạng thái của chủ ngữ, thuộc ngữ thường do danh từ, tính từ, đoản ngữ giới từ, động danh từ, bất định thức và phó từ đảm nhận, thường nằm sau hệ động từ như be, become, appear, seem, look, sound, feel, get, smell... hoặc xuất hiện như một bổ ngữ thứ hai của động từ nào đó như call, make, name,... Đặc trưng chủ yếu của tất cả thuộc ngữ là nó dùng để biểu đạt thuộc tính cung cấp cho chủ thể, cho nên chủ thể này thông thường là chủ ngữ của câu, nhưng có lúc cũng có thể làm tân ngữ của mệnh đề. Giữa thuộc ngữ và định ngữ có sự khác biệt rõ rệt. Ngoài ra, thuộc ngữ thường không phải là luận nguyên của câu, và cũng không phải là tu sức ngữ của mệnh đề. Do đó, thuộc ngữ, luận nguyên (en) và tu sức ngữ có sự khác biệt với nhau.
Hàm nghĩa của thuộc ngữ, cùng với hàm nghĩa của hai loại khác là bổ ngữ chủ ngữ và bổ ngữ tân ngữ chồng chất lên nhau ở mức độ rất lớn.

## Ví dụ
Thuộc ngữ là từ hoặc mệnh đề phụ thuộc dùng để làm rõ địa vị, tính chất, tính cách, đặc điểm và trạng thái của chủ ngữ, thuộc ngữ nằm sau hệ động từ, có liên hệ hoàn toàn chặt chẽ với hệ động từ, có hệ động từ là có thuộc ngữ, có thuộc ngữ là có hệ động từ. Thông thường do danh từ, tính từ, đoản ngữ giới từ, động danh từ, bất định thức và mệnh đề phụ thuộc đảm nhận. Nếu thuộc ngữ của câu cũng cũng do một câu đảm nhận, câu đảm nhận thuộc ngữ kiểu này gọi là mệnh đề thuộc ngữ, thuộc ngữ là một trong những thành phần câu đóng vai trò trần thuật, giải thích. Ví dụ:
1. I am fine. (fine là tính từ, làm thuộc ngữ trần thuật chủ ngữ)
2. He is a boy. (boy là danh từ, làm thuộc ngữ trần thuật chủ ngữ)
3. Five plus two is seven. (seven là số từ, làm thuộc ngữ trần thuật chủ ngữ)
4. He is not at home. (at home là đoản ngữ giới từ, làm thuộc ngữ trần thuật chủ ngữ)
5. My hobby is reading. (reading là động danh từ, làm thuộc ngữ trần thuật chủ ngữ)
6. Our duty is to make our environment better. (to make là bất định thức, làm thuộc ngữ trần thuật chủ ngữ)
7. They were all happy campers. (happy campers là đoản ngữ danh từ, làm thuộc ngữ trần thuật chủ ngữ)
8. That shrimp dish made him sick. (sick là tính từ, làm thuộc ngữ trần thuật tân ngữ)
9. We painted the door white. (white là tính từ, làm thuộc ngữ trần thuật tân ngữ)
10. They elected him president. (president là danh từ, làm thuộc ngữ trần thuật tân ngữ)
11. They called Jill a thief. (a thief là đoản ngữ danh từ, làm thuộc ngữ trần thuật tân ngữ)

## Phân biệt loại hình

### Phân biệt bất định thức và phân từ làm thuộc ngữ
Bất định thức và động danh từ làm thuộc ngữ tương đương với một danh từ làm thuộc ngữ, hàm nghĩa trả lời câu hỏi là gì của chủ ngữ; phân từ làm thuộc ngữ tương đương với tính từ làm thuộc ngữ, hàm nghĩa trà lời câu hỏi như thế nào của chủ ngữ. Ví dụ:
1. Our plan is to keep the affair secret. Kế hoạch của chúng tôi là khiến cho sự kiện này trở thành bí mật. (chủ ngữ và thuộc ngữ ngang hàng nhau)
2. This beautiful village remains unknown to the rest of the world. Thôn làng xinh đẹp này vẫn chưa được bên ngoài biết đến. (chủ ngữ và thuộc ngữ không ngang hàng nhau)

### Phân biệt bất định thức và động danh từ làm thuộc ngữ
Bất định thức và động danh từ làm thuộc ngữ đều dùng để trả lời câu hỏi là gì của chủ ngữ, nhưng hai cái vẫn có một số khác biệt. Bất định thức làm thuộc ngữ nhấn mạnh động tác cụ thể, sắp xảy ra và chỉ có một lần, không lặp lại; động danh từ làm thuộc ngữ nhấn mạnh động tác trừu tượng, hay xảy ra và có tính phổ thông. Ví dụ:
1. His job is to paint the walls. Công việc của anh ta là quét vôi những bức tường này.
2. His job is painting walls. Công việc của anh ta là sơn tường.

### Phân biệt phân từ hiện tại và phân từ quá khứ làm thuộc ngữ
Phân từ hiện tại và phân từ quá khứ làm thuộc ngữ đều dùng để trả lời câu hỏi như thế nào. Phân từ hiện tại giải thích đặc trưng của chủ ngữ, phân từ quá khứ giải thích trạng thái của chủ ngữ. Ví dụ:
1. This dog is frightening. Con chó này khiến người ta sợ hãi. (giải thích đặc trưng của chó)
2. This dog is frightened. Con chó này sợ. (giải thích trạng thái của chó)

### Phân biệt bất định thức làm thuộc ngữ và bất định thức biểu thị thì tương lai
Bất định thức làm thuộc ngữ dùng để giải thích câu hỏi là gì của chủ ngữ, giữa nó và chủ ngữ có tính tương đẳng; bất định thức dùng để biểu thị thì tương lai, biểu thị động tác sắp sửa hoặc sẽ phải làm của chủ ngữ, giữa nó và chủ ngữ không có tính tương đẳng. Ví dụ:
1. What he wanted to suggest is to cut down the price and increase the sales. Cái anh ta muốn kiến nghị là kích cầu giảm giá.
2. We are going to buy some books and pencils this weekend. Cuối tuần này chúng tôi sẽ phải mua một số quyển sách và bút chì.

### Phân biệt động từ -ing làm thuộc ngữ và động từ -ing biểu thị thì tiếp diễn
Động danh từ làm thuộc ngữ dùng để giải thích câu hỏi là gì của chủ ngữ, phân từ hiện tại làm thuộc ngữ giải thích đặc trưng của chủ ngữ. Đông từ -ing dùng để biểu thị thì tiếp diễn, giải thích động tác đang chấp hành của chủ ngữ. Ví dụ:
1. What I hate most is being laughed at. Cái tôi ghét nhất chính là bị người khác cười nhạo.
2. She is taking care of the children. Cô ta đang trông nom trẻ nhỏ.

### Phân biệt phân từ quá khứ làm thuộc ngữ và phân từ quá khứ dùng để biểu thị ngữ thái bị động
Phân từ quá khứ làm thuộc ngữ giải thích trạng thái của chủ ngữ, phân từ quá khứ dùng cho ngữ thái bị động giải thích động tác được làm bởi chủ ngữ. Ví dụ:
1. The cup is broken. Cái chén vỡ rồi. (giải thích trạng thái của cái chén)
2. The cup was broken by Peter. Cái chén bị Peter làm vỡ. (giải thích động tác bị làm vỡ của cái chén)

## Hình thức thuộc ngữ
1. Danh từ làm thuộc ngữ. Ví dụ:
  - Africa is a big continent. Châu Phi là một lục địa lớn.
  - That remains a puzzle to me. Việc đó đối với tôi mà nói vẫn là điều khó hiểu.
2. Đại từ làm thuộc ngữ. Ví dụ:
  - What's your fax number? Số fax của bạn là mấy?
  - Who's your best friend? Người bạn thân nhất của bạn là ai?
3. Tính từ làm thuộc ngữ. Ví dụ:
  - I feel much better today. Tôi hôm nay cảm thấy tốt hơn nhiều rồi.
  - He is old but he is healthy. Anh ta rất già, nhưng anh ta rất khoẻ.
4. Số từ làm thuộc ngữ. Ví dụ:
  - She was the first to learn about it. Cô ta là người đầu tiên biết.
  - One plus two is three. Một công hai bằng ba.
5. Bất định thức hoặc hình thức -ing làm thuộc ngữ. Ví dụ:
  - Her job is selling computers. Công việc của cô ta là bán máy vi tính.
  - Our next step was to get raw materials ready. Bước tiếp theo của chúng tôi là chuẩn bị nguyên liệu.
  - Đoản ngữ bất định thức làm thuộc ngữ thông thường là nội dung giải thích chủ ngữ, lúc này chủ ngữ thông thường là những danh từ sau đây: hope, idea, job, plan, wish, aim, purpose, thing, business. Ví dụ:
    - The purpose of new technologies is to make life easier, not to make it more difficult. Mục đích của công nghệ mới là khiến cho cuộc sống thêm tiện lợi, mà không thêm phiền toái.
    - Her wish is to become a singer. Nguyện vọng của cô ta là làm ca sĩ.
    - Our plan is to finish the work in two weeks. Kế hoạch của chúng tôi chính là hoàn thành công việc này trong vòng hai tuần.
6. Đoản ngữ giới từ làm thuộc ngữ. Ví dụ:
  - The patient is out of danger. Bệnh nhân thoát khỏi nguy kịch rồi.
  - I don't feel at ease. Tôi cảm thấy không tự tại.
  - Chú ý: Khi coi đoản ngữ giới từ là thuộc ngữ, giới từ tiếng Anh có thể biểu thị động tác đang tiến hành. Ví dụ:
    - He is at work. Anh ta đang làm việc.
    - The house is on fire! Căn nhà đang bốc cháy.
    - The road is under construction. Con đường đang tu sửa.

## Phân biệt thuộc ngữ và định ngữ
Thuộc ngữ không phải là thành phần mang tính tu sức. Đối chiếu thuộc ngữ và tính từ định ngữ rõ ràng phát hiện được sự khác biệt của chúng:
1. The man is friendly. — Tính từ thuộc ngữ.
2. the friendly man — Tính từ định ngữ.

1. She is an afraid girl. (Sai, X)
2. The girl is afraid. (Đúng, ✓)

|                    | Thuộc ngữ | Định ngữ |  |
| ------------------ | --- | --- |  |
| Tác dụng           | - Dùng để làm rõ địa vị, tính chất, tính cách, đặc điểm và trạng thái của chủ ngữ. - Có tác dụng trần thuật. | - Dùng để tu sức, hạn định, giải thích phẩm chất hoặc đặc điểm của danh từ hoặc trạng từ. - Giữa định ngữ và trung tâm ngữ là mối quan hệ tu sức và bị tu sức, hạn định và bị hạn định. |  |
| Vị trí             | - Thuộc ngữ nằm sau hệ động từ, có liên hệ vô cùng chặt chẽ với hệ động từ. - Có hệ động từ là có thuộc ngữ, có thuộc ngữ là có hệ động từ. | - Khi đơn từ làm định ngữ, thông thường đặt phía trước từ mà nó tu sức, gọi là tiền định ngữ. - Nếu tu sức cho đại từ bất định ghép do some-, any-, no-, every- tạo thành, hoặc bất định thức, đoản ngữ phân từ làm định ngữ, hoặc mệnh đề làm định ngữ, thì định ngữ thông thường đặt sau, gọi là hậu định ngữ. Khi phó từ dùng làm định ngữ, phải đặt sau danh từ. |  |
| Thành phần cấu tạo | - Thuộc ngữ thường do danh từ, tính từ, đoản ngữ giới từ, động danh từ, bất định thức và phó từ, hoặc mệnh đề đảm nhận. - Nếu thuộc ngữ của câu cũng là do một câu đảm nhận, vậy thì câu đảm nhận thuộc ngữ này gọi là mệnh đề thuộc ngữ. - Ví dụ : - I am fine. (fine là tính từ, làm thuộc ngữ) - He is a teacher. (teacher là danh từ, làm thuộc ngữ) - We are here. (here là phó từ, làm thuộc ngữ) - He is not at home. (at home là đoản ngữ giới từ, làm thuộc ngữ) | - Chủ yếu là tính từ, ngoài ra còn có danh từ, đại từ, số từ, đoản ngữ giới từ, bất định thức động từ, phân từ, mệnh đề định ngữ, hoặc từ, đoản ngữ hay mệnh đề tương đương với tính từ, đều có thể làm định ngữ. - Ví dụ : - That's a funny idea. (funny là định ngữ, tu sức danh từ idea) - That's a small lovely girl. (small lovely là định ngữ, tu sức danh từ girl) - The boy needs a ball pen. (ball là định ngữ, tu sức danh từ pen) - It is a ball pen. (ball là định ngữ, tu sức danh từ pen) - The two boys are students. (two là định ngữ, tu sức danh từ boy) - The boy there needs a pen. (there là định ngữ, tu sức danh từ boy) |  |
| Tính chất          | - Không phải là định ngữ, cũng không phải là trạng ngữ. - Là vị ngữ không hoàn chỉnh trong câu, phải đi cùng với hệ động từ tạo thành vị ngữ ghép hoàn chỉnh trong câu. - Nói đúng là, thuộc ngữ là cấu kiện của vị ngữ, mà không phải là thành phần câu ngang cấp với vị ngữ, cấu tạo chủ-hệ-thuộc trên thực tế là cấu tạo chủ-vị, cho nên không có cái gọi là cấu tạo chủ-vị–hệ.                                                                                        | - Từ ngữ được mệnh đề định ngữ tu sức gọi là tiền hành từ (en), từ ngữ dẫn dắt mệnh đề định ngữ gọi là quan hệ từ. - Dựa vào tính chất của quan hệ từ, có thể chia thành hai loại: đại từ quan hệ và phó từ quan hệ. - Dựa vào mức độ gắn kết của mối quan hệ giữa mệnh đề phụ thuộc và mệnh đề chính, mệnh đề định ngữ chia thành hai loại: mệnh đề định ngữ hạn chế và mệnh đề định ngữ phi hạn chế. |  |